# Масловка
Масловката, наричана още истинска масловка или боровка (Suillus luteus), е вид базидиева гъба от семейство Масловкови (Suillaceae). Тя е сред най-често срещаните масловки в Европа и е една от най-събираните диви ядливи гъби в България.

## Идентификация
При съвсем младите плодни тела лимонено-жълтите тръбички са скрити от белезникава мембрана свързваща окръга на гуглата със стъблото. Тази мембрана се скъсва по-късно и част остава около стъблото, формирайки пръстен. Тъмно кафявата кожица на гуглата е изключително слузеста, особено в дъждовно време. Споровият прашец е кафеникав, диаметърът на гуглата достига 15 см, а височината – 10 см. Обича слънчеви и крайпътни места до борови дръвчета.

## Събиране
Поради слузта най-добре е плодното тяло да се събира, когато времето е сухо. Внимава се да се пази гуглата свободна от пясък. Мекото и жълто месо бива често нападано от насекоми и техните ларви. Наличието на кафяви тунели в срязаното месо показва присъствието им. Само младите плодни тела без инфестации стават за ядене.
Понеже някои хора са алергични към слузта най-добре е кожицата да се обели преди приготвяне. Гъбата може да се суши и консервира.

## Синоними
- Boletopsis lutea (L.) Henn., Die natürlichen Pflanzenfamilien nebst ihren Gattungen und wichtigeren Arrten insbesondere den Nutzpflanzen: I. Tl., 1. Abt.: Fungi (Eumycetes): 195 (1900)
- Boletus luteus L., Sp. Plantarum: 1177 (1753)
- Ixocomus luteus (L.) Quél., Fl. Mycol. France (Paris): 414 (1888)